# Torhusa
Torhusa is een geslacht van kreeftachtigen uit de klasse van de Malacostraca (hogere kreeftachtigen).

## Soort
- Torhusa niewenhuisi (Bott, 1970)